# Mladen Bestvina

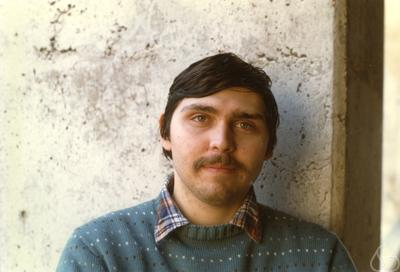
Bestvina 1986

Mladen Bestvina (* 1959) ist ein kroatisch-US-amerikanischer Mathematiker, der sich mit geometrischer Gruppentheorie befasst.
Bestvina, der 1976 und 1978 auf Internationalen Mathematikolympiaden Silbermedaillen gewann, studierte an der Universität Zagreb mit dem Abschluss 1982 und wurde 1984 an der University of Tennessee bei John Joseph Walsh promoviert (Characterizing k-Dimensional Universal Menger Compacta). 1987/88 und 1990/91 war er am Institute for Advanced Study. Er forschte an der University of California, Los Angeles und ist Professor an der University of Utah, an der er seit 1993 ist und 2008 Distinguished Professor wurde.
Nach ihm und Geoffrey Mess ist die Bestvina-Mess-Formel in der geometrischen Gruppentheorie benannt und hier ist er auch für den Kombinationssatz von Bestvina und Feighn bekannt, veröffentlichte mit Feighn über die Rips-Maschine (nach Eliyahu Rips) und führte mit Michael Handel train track maps bei der Untersuchung der äußeren Automorphismengruppen der freien Gruppen {\displaystyle Out(F_{n})} ein. Mit Handel und Feighn bewies er, dass {\displaystyle Out(F_{n})} die Tits-Alternative erfüllt.  In seiner Dissertation charakterisierte er universelle Menger-Kompakta für alle Dimensionen. Mit Arthur Bartels bewies er die Farrell-Jones-Vermutung für Abbildungsklassengruppen.
1988/89 war er Sloan Research Fellow und 1988 erhielt er einen Presidential Young Investigator Award. 2002 war er eingeladener Sprecher auf dem ICM in Peking (The topology of {\displaystyle Out(F_{n})}) und 2022 hielt er einen Plenarvortrag auf dem Internationalen Mathematikerkongress ( Groups acting on  hyperbolic space - a survey). 2012 wurde er Fellow der American Mathematical Society.

## Schriften
- Characterizing k-dimensional universal Menger compacta, Memoirs of the American Mathematical Society 1988
- mit Mark Feighn: Bounding the complexity of simplicial group actions on trees. Inventiones Mathematicae, Band 103, 1991, S. 449–469
- mit Geoffrey Mess:  The boundary of negatively curved groups. Journal of the American Mathematical Society, Band 4, 1991, S. 469–481
- mit Mark Feighn: Stable actions of groups on real trees, Inventiones Mathematicae, Band 121, 1995, S. 287–321
- mit M. Feighn: A combination theorem for negatively curved groups, Journal of Differential Geometry, Band 35, 1992, S. 85–101
- mit Noel Brady: Morse theory and finiteness properties of groups, Inventiones Mathematicae, Band 129, 1997, S. 445–470
- mit Mark Feighn, Michael Handel: The Tits alternative for Out(Fn). I. Dynamics of exponentially-growing automorphisms,  Annals of Mathematics, Band 151, 2000, S. 517–623, Teil 2, Band 161, 2005, S. 1–59
- mit Kai-Uwe Bux, Dan Margalit: The dimension of the Torelli group, Journal of the American Mathematical Society, Band 23, 2010, S. 61–105
- mit Arthur Bartels: The Farrell-Jones Conjecture for mapping class groups, Arxiv 2016
- Groups acting on hyperbolic spaces - a survey, ICM 2022, Arxiv